# 6928 Ланна
6928 Ланна (6928 Lanna) — астероїд головного поясу, відкритий 11 жовтня 1994 року.
Тіссеранів параметр щодо Юпітера — 3,328.